# Ross (cratera)
A cratera Ross é uma cratera de impacto no quadrângulo de Thaumasia em Marte, localizada a 57.7 S e  107.84 W.  Ela possui 82.51 km em diâmetro.  Essa cratera recebeu este nome em referência a Frank E. Ross, um astrônomo americano (1874-1966).  Seu nome foi aprovado em 1973.

## Ravinas marcianas
Ravinas são comuns em algumas partes de Marte. Elas ocorrem em encostas íngremes, especialmente nas paredes das crateras. Acredita-se que as ravinas sejam relativamente jovens por possuírem poucas ou nenhuma cratera, e elas se situam no topo de dunas de areia que são em si jovens.  Geralmente, cada ravina possui uma alcova, um canal e uma placa. Apesar de muitas idéias terem sido propostas para explicá-las, as mais populares envolvem água líquida originária de um aquífero ou impressões de antigas geleiras.
Há evidências para ambas as teorias. A maioria das alcovas das ravinas ocorrem no mesmo nível, tal como se esperaria de um aquífero. Várias medições e cálculos demonstram que água líquida poderia existir em um aquífero nas profundidades em que as voçorocas geralmente se iniciam. Uma variação desse modelo é a tese de que o magma montante poderia ter derretido o gelo fazendo com que a água fluísse em aquíferos. Aquíferos são camadas que permitem que a água flua. Eles podem consistir em arenito poroso. Essa camada poderia ser estar situada acima de outra camada que evitaria que a água fluísse mais abaixo (em termos geológicos dir-se-ia impermeável). A única direção em que a água aprisionada poderia fluir seria horizontalmente.  A água poderia então fluir para a superfície em um ponto em que o aquífero encontra um limite, como a parede de uma cratera.  Aquíferos são muito comuns na Terra. Um bom exemplo é a "Weeping Rock" no Parque Nacional de Zion em Utah, Estados Unidos.
Por outro lado há evidências para a teoria alternativa, pois grande parte da superfície de Marte é coberta por um manto fofo espesso, o qual se acredita ser uma mistura de gelo e poeira. O manto rico em gelo, com espessura de poucos metros, faz com que a superfície fique mais fofa, mas há locais em que esta apresenta uma superfície desnivelada, lembrando a superfície de uma bola de basquete.  Sob certas condições o gelo poderia derreter e fluir encosta abaixo, criando ravinas.  Por haver poucas crateras nesse manto, conclui-se que o manto é relativamente jovem. Uma excelente vista deste manto é a imagem da borda da cratera Ptolemaeus, vista pela HiRISE.
O manto rico em gelo pode ser resultado de mudanças climáticas. Mudanças na órbita e inclinação de Marte provocam mudanças significativas na distribuição de gelo de água desde regiões polares até as latitudes equivalentes às do Texas.  Durante certos períodos climáticos o vapor d’água escapa da capa polar e vai para a atmosfera. A água retorna ao solo em latitudes mais baixas na forma de depósitos ou gelo misturado generosamente com a poeira. A atmosfera de Marte contém uma grande quantidade de finas partículas de poeira. O vapor d’água se condensa sobre as partículas, então as partículas maiores carregadas de água caem no solo. Quando a obliquidade de Marte atinge seu ponto máximo, mais de 2 cm de gelo pode ser removido da capa glacial de verão e depositado nas latitudes médias. Este movimento de água poderia durar por milhares de anos e criar uma camada de neve com mais de 10 metros de espessura. Quando o gelo no topo da camada superficial volta para a atmosfera, ela deixa a poeira para trás, isolando o gelo residual.  Medições das altitudes e inclinações das ravinas dão suporte à ideia de que bolsões de gelo ou geleiras estão associados às ravinas. Encostas mais inclinadas fazem mais sombra, o que ajudaria a preservar o gelo.
Elevações mais altas possuem muito menos ravinas pois o gelo tenderia a se sublimar mais no ar da alta altitude. Poucas ravinas são encontradas na região de Thaumasia; no entanto, algumas estão presentes em áreas mais baixas como a ilustrada ao lado da cratera cratera Ross.

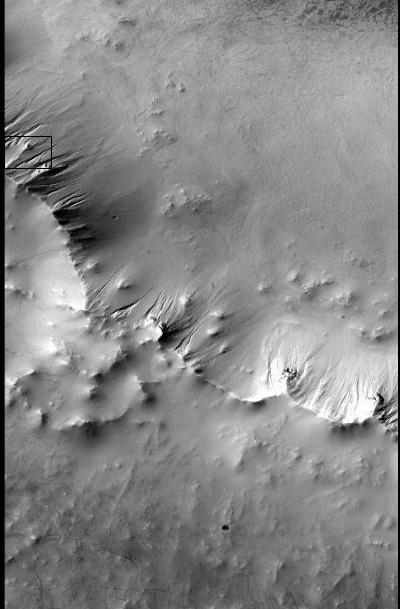
Imagem do CTX de parte da cratera Ross Crater mostrando o contexto da próxima imagem da HiRISE.
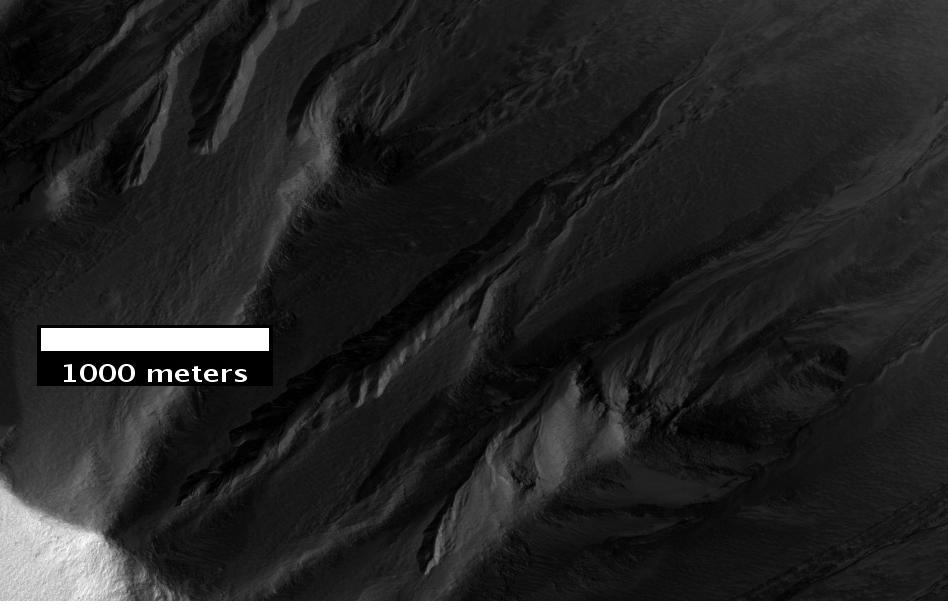
Ravinas na cratera Ross, visto pela HiRISE sob o programa HiWish.